# Cass Ballenger
Thomas Cass Ballenger (Hickory, 6 dicembre 1926 – Hickory, 18 febbraio 2015) è stato un politico statunitense, membro della Camera dei Rappresentanti per lo stato della Carolina del Nord dal 1986 al 2005.

## Biografia
Nato e cresciuto nella Carolina del Nord, dopo gli studi all'Università della Carolina del Nord a Chapel Hill, Ballenger prestò servizio come aviatore durante la seconda guerra mondiale.
In seguito Ballenger entrò in politica seguendo le orme del suo antenato Lewis Cass, ma al contrario dell'avo, Ballenger aderì al Partito Repubblicano. Dopo aver servito per dodici anni all'interno della legislatura statale della Carolina del Nord, nel 1986 vinse un'elezione speciale per la Camera dei Rappresentanti, dovuta al ritiro del deputato Jim Broyhill, che era stato nominato senatore. Ballenger venne rieletto altre nove volte negli anni successivi, anche grazie alle sue idee conservatrici in linea con le opinioni degli abitanti del suo distretto congressuale.
Nel 2004 Ballenger decise di non chiedere un altro mandato e si ritirò dalla Camera dopo diciannove anni di servizio, venendo succeduto dal compagno di partito Patrick McHenry.